# Skáleyjar
Skáleyjar är öar i republiken Island.   De ligger i regionen Västfjordarna, i den västra delen av landet, 150 km norr om huvudstaden Reykjavík.